# Jorge Oñate
Jorge Oñate (ur. 31 marca 1949 w La Paz w Kolumbii, zm. 28 lutego 2021 w Medellín) – kolumbijski piosenkarz i kompozytor, wykonywał muzykę latynoamerykańską. W swojej karierze muzycznej zdobył 25 złotych płyt, 7 platynowych i 6 podwójnych platynowych płyt.

## Życiorys
Urodził się 31 marca 1949 roku i dorastał w małym miasteczku La Paz niedaleko Valledupar, gdzie mieszkał do ukończenia szkoły średniej, był znany ze śpiewania muzyki latynoamerykańskiej oraz vallenato. Był także piłkarzem.
W 1968 roku, po ukończeniu liceum, został zatrudniony jako główny wokalista przez lokalną grupę o nazwie „Los Guatapuri” i oficjalnie rozpoczął karierę jako wokalista. Grupa wydała album zatytułowany Festival Vallenato. W 1969 roku nawiązał współpracę ze znaną już lokalnie grupą Hermanosa Lopeza Hermanos Lopez group jako wokalista, wydając album Lo Último en Vallenatos!.
W 1970 Oñate wydał swój drugi album z Hermanosem Lopezem, zatytułowany Diosa Divina, a także nagrał album z akordeonistą Nelsonem Diazem, zatytułowany Conmigo es el Baile. W 1971 roku Oñate i Hermanos Lopez nagrali album El Jardincito. W 1972 roku wydali album Reyes Vallenatos. W 1973 roku ukazał się album El Cantor de Fonseca, a w tym samym roku ukazał się Las Bodas de Plata.
W 1974 roku nagrali kolejne dwa albumy, pierwszy Fuera de Concurso. Drugi nazywał się Rosa Jardinera.
W 2010 roku otrzymał nagrodę Latin Grammy Awards.
Zmarł o świcie 28 lutego 2021 roku w wieku 71 lat w szpitalu Pablo Tobón Uribe w Medellín. Jego śmierć była spowodowana zapaleniem trzustki, po powikłaniach związanych z COVID-19.

## Życie prywatne
Był synem Daniela Gonzaleza i Delfiny Oñate i był najmłodszym z trojga rodzeństwa. Ożenił się z Nancy Zuleta i miał z nią troje dzieci; Jorge Luis, Delfina Ines i Jorge Daniel. Miał także innego syna (również imieniem Jorge) z pozamałżeńskiego związku z kobietą o imieniu Claudia Dangond.